# Boris Wulfowitsch Ljoskin
Boris Wulfowitsch Ljoskin (russisch Борис Вульфович Лёскин; * 5. Januar 1923 in Chișinău, Königreich Rumänien; † 21. Februar 2020 in New York City) war ein  in der Sowjetunion und den Vereinigten Staaten aktiver Schauspieler.

## Leben und Leistungen
Während des Deutsch-sowjetischen Krieges war Ljoskin als Sappeur Angehöriger der Roten Armee, nahm an der Schlacht um Leningrad teil und wurde verwundet. Nach Kriegsende ließ er sich am Leningrader Theaterinstitut zum Schauspieler ausbilden, erwarb 1952 seinen Abschluss und gehörte danach bis 1979 dem dort angesiedelten Towstongow Bolschoi Dramatheater an. Ljoskin war ein Bewunderer des „Stanislawski-Systems“ und hegte außerdem ein großes Interesse für das Ballett.
Im Jahr seines Abschlusses am Theaterinstitut gab Ljoskin in Der Revisor, einer Adaption von Gogols gleichnamiger Komödie, sein Filmdebüt. Er spielte in vielen Fernsehproduktionen, u. a. in Коллеги (Kollegi, 1961), seinem einzigen Auftritt als Hauptdarsteller, Rembradt (1964) und 12 стульев (12 stuljew, 1966) nach dem Roman Zwölf Stühle. Im Kino war er u. a. in der Komödie Viel Lärm um Maxim (1955), der Andersen-Verfilmung Ein uraltes Märchen (1968) und dem Melodram Aus dem Tagebuch eines Schuldirektors (1975) zu sehen. Die Fernsehproduktion Ханума (Chanuma, 1978) sollte Ljoskisn letztes Filmengagement in der Sowjetunion sein, da er 1980 in die USA auswanderte.
Am Broadway-Theater Circle in the Square konnte Ljoskin die Theaterarbeit wieder aufnehmen und setzte ab Mitte der 80er Jahre auch seine Filmlaufbahn fort. Im Laufe der Zeit war er in namhaften Produktionen wie Der Falke und der Schneemann, Das Haus in der Carroll Street und Cadillac Man zu sehen, mit der Rolle des Kochs in Men in Black wurde er noch Jahre später identifiziert.
Ljoskin trat bis ins 9. Lebensjahrzehnt als Schauspieler in Erscheinung. Er starb im Alter von 97 Jahren in New York City.

## Ehrungen
Für seinen Militärdienst wurde Ljoskin mit dem Orden des Roten Sterns und 1943 mit der Medaille „Für die Verteidigung Leningrads“ gewürdigt.
Beim Pazifik Meridian Filmfestival erhielt er 2006 für seine Rolle in Alles ist erleuchtet den Jurypreis. 2018 fand Ljoskin in der Dokumentation 500 Erwähnung, in der Filmschauspieler russischer Abstammung vorgestellt wurden.
Ljoskin gehörte ferner der Academy of Motion Picture Arts and Sciences an.

## Filmografie (Auswahl)
- 1953: Feindlicher Wirbelwind (Wichri wraschdebnyje)
- 1955: Sehnsucht (Neokontschennaja powest)
- 1955: Spuren im Schnee (Sledy na snegu)
- 1956: Viel Lärm um Maxim (Maxim perepeliza)
- 1963: Rembrandt (Fernsehfilm)
- 1966: Tibul besiegt die Dickwänste (Tri tolstjaka)
- 1968: Ein uraltes Märchen (Staraja, staraja skaska)
- 1972: Geraubte Schätze (Dostojanije respubliki)
- 1974: Zarewitsch Proscha
- 1975: Aus dem Tagebuch eines Schuldirektors (Dnewnik direktora schkoly)
- 1985: Der Falke und der Schneemann
- 1988: Das Haus in der Carroll Street
- 1988: Vampire’s Kiss
- 1989: Die Killer-Brigade
- 1990: Cadillac Man
- 1992: Black and White
- 1995: New York Undercover (Fernsehserie, eine Folge)
- 1996: Eine Couch in New York
- 1997: Men in Black
- 1997: Delaventura (Fernsehserie, eine Folge)
- 1998: Der Dritte Weltkrieg
- 2002: Third Watch – Einsatz am Limit (Fernsehserie, eine Folge)
- 2005: Alles ist erleuchtet
- 2009: Cold Souls